# Bizet (stacja metra)
Bizet – stacja metra w Brukseli, na linii 5. Zlokalizowana jest pomiędzy stacjami La Roue/Het Rad i Veeweyde/Veeweide. Została otwarta 10 stycznia 1992.